# 加布湖 (孔多波日斯基區)
62°7′44″N 33°56′45″E / 62.12889°N 33.94583°E

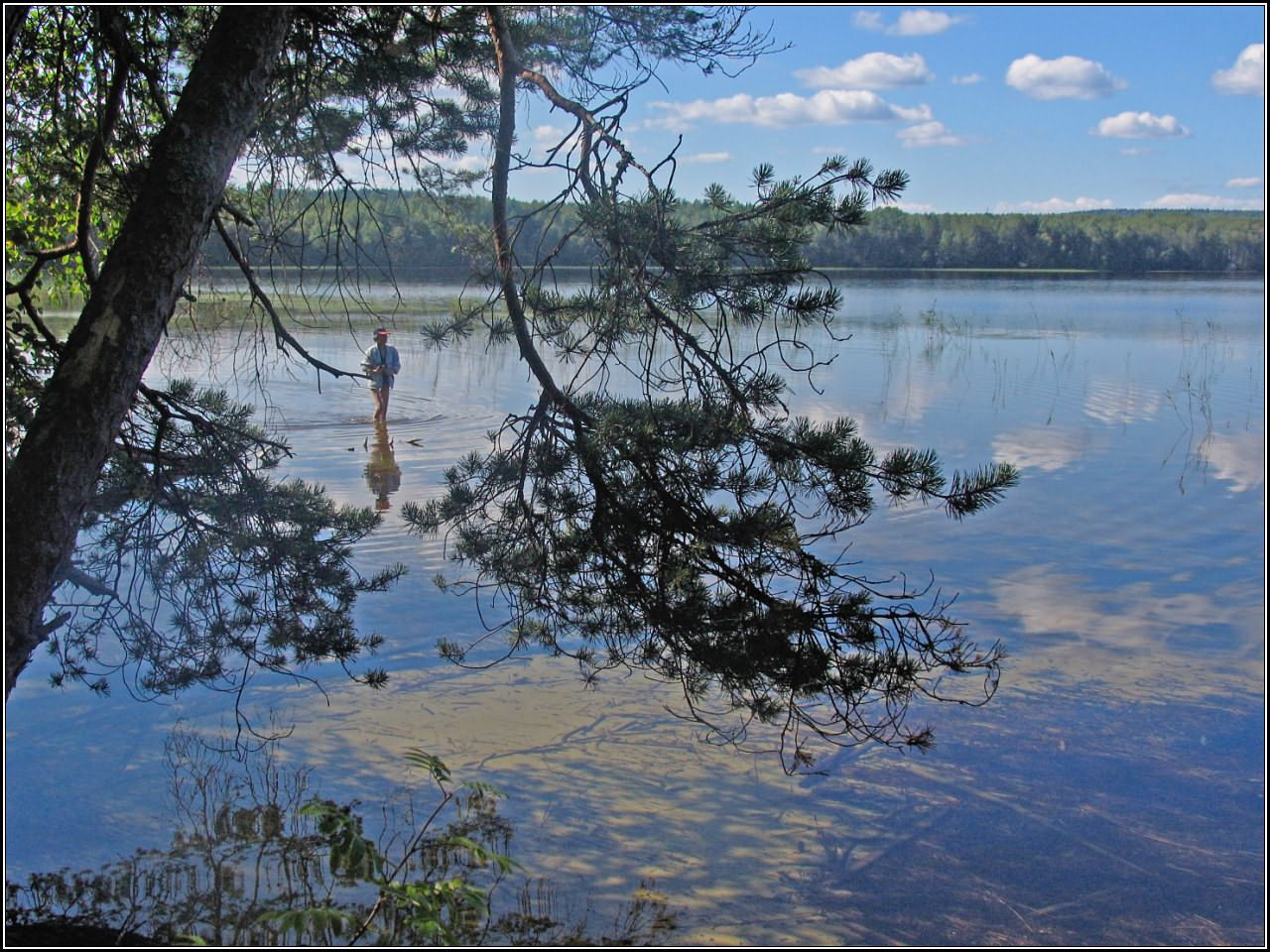

加布湖（俄语：Габозеро），是俄羅斯的湖泊，位於該國西北部，由卡累利阿共和國負責管轄，長4.2公里、寬1公里，面積2平方公里，海拔高度63米，集水區面積17.2平方公里，平均水深6米，最大水深15米。